# Барыня (река)
Барыня, ручей Векса, ручей Солоницкий — река в России, протекает, главным образом, по Ярославской области по территории Некрасовского и Ярославского районов. Устье и последние несколько сот метров течения находятся в Нерехтском районе Костромской области. Устье реки находится в 25 км от устья реки Солоницы по левому берегу. Длина реки — 14 км, площадь водосборного бассейна — 42,8 км².
Река берёт начало южнее деревни Колодино в 17 км к юго-западу от посёлка Некрасовское. Генеральное направление течения — восток. На реке стоят деревни Колодино и Большая Деревня. В нижнем течении образует большой разлив, окружённый болотами, в который впадает справа крупнейший приток Барыни Стрельна. Короткая протока у деревни Большой Выход Костромской области соединяет разлив с Солоницей.

## Данные водного реестра
По данным государственного водного реестра России относится к Верхневолжскому бассейновому округу, водохозяйственный участок реки — Волга от Рыбинского гидроузла до города Кострома, без реки Кострома от истока до водомерного поста у деревни Исады, речной подбассейн реки — Волга ниже Рыбинского водохранилища до впадения Оки. Речной бассейн реки — (Верхняя) Волга до Куйбышевского водохранилища (без бассейна Оки).
Код объекта в государственном водном реестре — 08010300212210000011419.